# Sensació
La sensació és la impressió que produeixen les coses per mitjà dels sentits i que arriba al sistema nerviós central, és l'encarregada de donar resposta immediata als òrgans dels sentits enfront de l'estímul que rep d'estos, i d'altra banda, la percepció serà la interpretació de les mencionades sensacions a l'atribuir-los no sols significat sinó també organitzar-les.
Tota sensació (Hume les anomenava impressions) té un component subjectiu, ja que dues persones no tenen les mateixes dades, perquè els seus òrgans són sempre diferents i actuen com a filtre davant l'exterior, és el pas previ a la percepció, que ja ordena les dades amb categories mentals.
Des del punt filosofic; té múltiples significats per la seua ambigüitat i també per la variació de sentit que patix en cada època. Per a alguns pensadors, la sensació és un mode inferior de coneixement i fins dubten que es tracte d'un coneixement. Per exemple, Plató, afirma que la sensació o percepció sensible, no és un coneixement verdader, ni tan sols del món sensible.